# Shaman (artist)
Shaman, pseudonym för Jaroslav Jurijevitj Dronov, född 22 november 1991 i Novomoskovsk i Tula oblast, är en rysk sångare, låtskrivare och före detta rappare.

## Biografi
Dronov skolades tidigt in i musiken, och började sjunga i gosskör redan som fyraåring.
Shaman har under 2010-talet varit en framgångsrik popsångare i Ryssland, men hans karriär tog fart på allvar i samband med Rysslands invasion av Ukraina då han började spela in patriotiska spår. Shaman har i samband med detta anklagats för att sttöta kriget och hans musik skulle vara menad som propaganda. Han har också deltagit i diverse pro-ryska politiska aktioner. I övrigt präglas hans texter av stryka och självförtroende samt kärleksteman.
Hans populäraste singel, Я русский (ryska: Jag är rysk) har spelats mer än någon annan låt i Ryssland under 2022 och 2023. Trots att låten censurerats från bland annat Youtube och Spotify har den via ryska sociala medier som VK, Yandex och Telegram fått en enorm spridning. Låtens komposition står Eduard Artemjev och Igor Matvienko för, medan Shaman enligt egen utsago skrivit lyriken. 2024 tilldelades Shaman medaljen Merited Artist of the Russian Federation av Putin-regimen.
Under 2024 kom Shaman att hamna i drama då han i en låt ansetts sjunga fraser som skall ha hånat den nyligen avlidne frihetskämpen Aleksej Navalnyj. Navalnyj skall tidigare enligt egen utsago behövt lyssna på Dronovs musik under sin tid i fångenskap, som en form av tortyr. Shaman har av Yle beskrivits  som "Den ryska regimens patriotiska posterboy".

## Diskografi
- Сделано В России – 2022